# Kirken
 For alternative betydninger, se Kirke. (Se også artikler, som begynder med Kirke)
Kirken i bestemt form – og ofte med stort begyndelsesbogstav – er det, kristne i den apostolske og nikænske trosbekendelse bekender troen på således: "Vi tror ... på den hellige, almindelige kirke" og "Jeg tror ... på én hellig, almindelig og apostolisk kirke" (almindelig er en oversættelse af det græske ord katholiké, "for alle").
I typisk protestantisk terminologi forstås Kirken som den samlede kristne menighed, dvs. mængden af alle mennesker, der tror på Jesus Kristus, på tværs af kirkesamfund. Indenfor den Romersk-katolske kirke og den østlige, Ortodokse Kirke vil man derimod typisk identificere éns egen kirkeretning med selve Kirken – ifølge romersk-katolsk lære er den Romersk-katolske Kirke lig med Kirken.
I det Nye Testamente bruges ordet εκκλησια (ekklesia), som nærmest betyder forsamling, om Kirken, altså alle de kristne tilsammen, mens ekklesia i det Gamle Testamente ofte bruges om Israels forsamlede folk. Et af det Nye Testamentes vigtigste udtryk [kilde mangler] om Kirken er "Kristi legeme på jord" (f.eks. i 1. Korintherbrev, kap. 12); de kristne er hver især enkeltlemmer på dette legeme.
De øvrige betydninger af ordet kirke, f.eks. kirkebygningen og de enkelte kristne trosretninger, er alle afledninger af denne betydning. Indenfor den kristne teologi kaldes læren om Kirken for ekklesiologi.
| Religion | Spire Denne religionsartikel er en spire som bør udbygges. Du er velkommen til at hjælpe Wikipedia ved at udvide den. |